# Peter Caruana
Peter Richard Caruana (født 15. oktober 1956 i Gibraltar) er en gibraltarsk politiker og advokat, der er leder af Gibraltars Socialdemokrater og i perioden 1996-2011 var Gibraltars førsteminister.

## Opvækst og privatliv
Caruana er Gibraltar og er af maltesisk og italiensk afstamning. Han gik i skole i Gibraltar samt i Leicestershire i England, inden han studerede retsvidenskab på University of London. Han arbejdede dernæst som advokat og blev partner i Triay & Triay i Gibraltar. Han er gift med Cristina Triay, datter af en af firmaets grundlæggere, og sammen har parret seks børn.

## Politik
Caruanas interesse i politik voksede støt gennem årene, og i 1990 blev han medlem af Gibraltars Socialdemokrater. Blot et år senere blev han partiets leder, og i maj 1991 fik han sæde i Gibraltars parlament ved et suppleringsvalg. Det følgende år førte han sit parti til syv mandater i parlamentet, hvilket gjorde det til det vigtigste oppositionsparti. Ved valget fire år senere vandt hans parti yderligere et mandat, hvilket gjorde det til det største og dermed Caruana til førsteminister.
Blandt partiets mærkesager under Peter Caruana har været modstand mod nogen form for afgivelse af suverænitet til Spanien, men samtidig har han hele tiden gået ind for dialog om emnet. Som førsteminister afviste han konstant at indgå på britisk side i bilaterale forhandlinger mellem Storbritannien og Spanien ud fra ønsket om at markere, at gibraltarernes sag ikke blev varetaget under disse omstændigheder, og han ønskede på ingen måde at legitimere diskussioner, hvor Gibraltar ikke deltog som selvstændig part.
I 2002 stod han bag en folkeafstemning om en aftale om fælles suverænitet over Gibraltar; denne folkeafstemning afviste med overvældende flertal en sådan aftale.
I 2004 blev princippet om trilaterale forhandlinger, hvor Gibraltar medvirkede på lige fod med Storbritannien og Spanien, omsider accepteret. Dette lykkedes for en stor dels vedkommende på grund af Peter Caruanas vedholdende insisteren herpå. Første resultat af de trilaterale drøftelser var Cordoba-aftalen, hvori det blev besluttet at forbedre kommunikationen mellem Spanien og Gibraltar, bl.a. med flere direkte flyvninger mellem Madrid og Gibraltar. Dette faldt imidlertid efterfølgende til jorden på grund af for lidt konkret behov. Desuden medførte aftalen, at Spanien omsider godkendte, at Gibraltar fik sin egen internationale telefonkode, hvilket afsluttede en langvarig uenighed.
I november 2007 blev Caruana valgt til førsteminister for fjerde periode i træk, men ved næste valg måtte Socialdemokraterne se sig slået af rivalen Gibraltars Socialistiske Arbejderparti, og Caruana måtte afgive førsteministerposten til Fabian Picardo.